# 小行星3207
小行星3207（3207 Spinrad）是一颗围绕太阳公转的小行星。1981年3月2日，舒爾特·巴斯在赛丁泉山发现了此天体。
該小行星以美國天文學家海倫·斯賓拉德命名。
这颗小行星的绝对星等为152.08230等。